# Cryptodendrum
Cryptodendrum is een geslacht van zeeanemonen uit de klasse van de Anthozoa (bloemdieren).

## Soorten
- Cryptodendrum adhaesivum (Klunzinger, 1877)